# 加拿大官方反對黨領袖
國王陛下忠实的反对党領袖（英語：Leader of His Majesty's Loyal Opposition），简称反对党領袖（英語：Leader of the Opposition），是加拿大官方反对党的領袖。该党是在加拿大国会下议院中占有第二多席位，而又不是執政黨或執政聯盟成員之一的政黨。现任反對黨領袖是博勵治。
最近的官方反對黨領袖為於2022年9月10日就任的聯邦保守黨黨魁的博勵治。雖然保守黨在2025年加拿大聯邦大選後將繼續擔任官方反對黨，但博勵治失去了下議院席位，除非在本屆国会下议院開幕前通過補選中重返議會，否則他將無法繼續擔任該職位；在這種情況下，一名當選的保守黨議員將被選為臨時官方反對黨領袖。前任黨魁安德魯·熙爾被黨團選為反對黨领袖暂時代理。2025年8月18日博勵治於亞伯達省巴特河—克勞福特選區聯邦補選以壓倒性優勢當選，重返國會。
加拿大官方反对党領袖必须是国会下议院议员，但此職銜不應與下議院反對黨首席議員混淆。此外，上議院亦設有上議院反對黨首席議員的職銜；在通常情况下，此職是由與反对党領袖屬同一政黨的上議員出任。
加拿大官方反对党領袖有权享受同加拿大内阁部长（大臣）相同水平的薪酬和保护，有权居住在斯托諾威官邸（Stornoway），并在加拿大政府职权优先排名中居于第十四位（位列于内阁部长和省督之间）。在下议院坐席中，反对党領袖应直接坐于总理對面。

## 歷任官方反對黨領袖
| 官方反對黨領袖 | 官方反對黨領袖 | 官方反對黨領袖           | 政黨                              | 就任           | 離任               | 總理 | 總理              |
| -------------- | -------------- | ------------------------ | --------------------------------- | -------------- | ------------------ | ---- | ----------------- |
|                |                | 亞歷山大·麥肯齊 第一次   | 自由黨                            | 1873年3月6日   | 1873年11月5日      |      | 約翰·麥克唐納     |
|                |                | 約翰·麥克唐納            | 自由保守黨                        | 1873年11月6日  | 1878年10月16日     |      | 亞歷山大·麥肯齊   |
|                |                | 亞歷山大·麥肯齊 第二次   | 自由黨                            | 1878年10月17日 | 1880 1880年4月27日 |      | 約翰·麥克唐納     |
|                | 空缺           | 空缺                     | 自由黨                            | 1880年4月28日  | 1880年5月3日       |      | 約翰·麥克唐納     |
|                |                | 愛德華·布萊克            | 自由黨                            | 1880年5月4日   | 1887年6月2日       |      | 約翰·麥克唐納     |
|                | 空缺           | 空缺                     | 自由黨                            | 1887年6月3日   | 1887年6月22日      |      | 約翰·麥克唐納     |
|                |                | 威爾弗里德·勞雷爾 第一次 | 自由黨                            | 1887年6月23日  | 1896年7月10日      |      | 約翰·麥克唐納     |
|                | 約翰·阿伯特    | 威爾弗里德·勞雷爾 第一次 | 自由黨                            | 1887年6月23日  | 1896年7月10日      |      |                   |
|                | 約翰·湯普森    | 威爾弗里德·勞雷爾 第一次 | 自由黨                            | 1887年6月23日  | 1896年7月10日      |      |                   |
|                | 麥肯齊·鮑威爾  | 威爾弗里德·勞雷爾 第一次 | 自由黨                            | 1887年6月23日  | 1896年7月10日      |      |                   |
|                | 查爾斯·塔珀    | 威爾弗里德·勞雷爾 第一次 | 自由黨                            | 1887年6月23日  | 1896年7月10日      |      |                   |
|                |                | 查爾斯·塔珀              | 保守黨（舊）                      | 1896年7月11日  | 1901年2月5日       |      | 威爾弗里德·勞雷爾 |
|                |                | 羅伯特·博登              | 保守黨（舊）                      | 1901年2月6日   | 1911年10月9日      |      | 威爾弗里德·勞雷爾 |
|                |                | 威爾弗里德·勞雷爾 第二次 | 自由黨                            | 1911年10月10日 | 1919年2月17日 †    |      | 羅伯特·博登       |
|                |                | 丹尼爾·鄧肯·麥肯齊       | 自由黨                            | 1919年2月17日  | 1919年8月7日       |      | 羅伯特·博登       |
|                |                | 麥肯齊·金 第一次         | 自由黨                            | 1919年8月7日   | 1921年12月28日     |      | 羅伯特·博登       |
|                | 阿瑟·米恩      | 麥肯齊·金 第一次         | 自由黨                            | 1919年8月7日   | 1921年12月28日     |      |                   |
|                |                | 阿瑟·米恩                | 保守黨（舊）                      | 1921年12月29日 | 1926年6月28日      |      | 麥肯齊·金         |
|                |                | 麥肯齊·金 第二次         | 自由黨                            | 1926年6月29日  | 1926年9月24日      |      | 阿瑟·米恩         |
|                | 空缺           | 空缺                     | 保守黨（舊）                      | 1926年9月25日  | 1926年10月10日     |      | 麥肯齊·金         |
|                |                | 休·格思裡                | 保守黨（舊）                      | 1926年10月11日 | 1927年10月11日     |      | 麥肯齊·金         |
|                |                | 理查德·贝内特 第一次     | 保守黨（舊）                      | 1927年10月12日 | 1930年8月6日       |      | 麥肯齊·金         |
|                |                | 麥肯齊·金 第三次         | 自由黨                            | 1930年8月7日   | 1935年10月22日     |      | 理查德·贝内特     |
|                |                | 理查德·贝内特 第二次     | 保守黨（舊），之後改為 進步保守黨 | 1935年10月23日 | 1938年7月6日       |      | 麥肯齊·金         |
|                |                | 羅伯特·曼尼恩            | 保守黨（舊），之後改為 進步保守黨 | 1938年7月7日   | 1940年5月13日      |      | 麥肯齊·金         |
|                |                | 理查德·漢森              | 保守黨（舊），之後改為 進步保守黨 | 1940年5月14日  | 1943年1月1日       |      | 麥肯齊·金         |
|                |                | 戈登·格雷登              | 進步保守黨                        | 1943年1月1日   | 1945年6月10日      |      | 麥肯齊·金         |
|                |                | 約翰·布雷肯              | 進步保守黨                        | 1945年6月11日  | 1948年7月20日      |      | 麥肯齊·金         |
|                | 空缺           | 空缺                     | 進步保守黨                        | 1948年7月21日  | 1948年10月1日      |      | 麥肯齊·金         |
|                |                | 喬治·德魯 第一次         | 進步保守黨                        | 1948年10月2日  | 1954年11月1日      |      | 麥肯齊·金         |
|                | 路易·聖洛朗    | 喬治·德魯 第一次         | 進步保守黨                        | 1948年10月2日  | 1954年11月1日      |      |                   |
|                |                | 威廉·厄爾·羅 第一次      | 進步保守黨                        | 1954年11月1日  | 1955年2月1日       |      |                   |
|                |                | 喬治·德魯 第二次         | 進步保守黨                        | 1955年2月1日   | 1956年8月1日       |      |                   |
|                |                | 威廉·厄爾·羅 第二次      | 進步保守黨                        | 1956年8月1日   | 1956年12月13日     |      |                   |
|                |                | 約翰·迪芬貝克 第一次     | 進步保守黨                        | 1956年12月14日 | 1957年6月20日      |      |                   |
|                |                | 路易·聖洛朗              | 自由黨                            | 1957年6月21日  | 1958年1月15日      |      | 約翰·迪芬貝克     |
|                |                | 萊斯特·皮爾遜            | 自由黨                            | 1958年1月16日  | 1963年4月21日      |      | 約翰·迪芬貝克     |
|                |                | 約翰·迪芬貝克 第二次     | 進步保守黨                        | 1963年4月22日  | 1967年9月8日       |      | 萊斯特·皮爾遜     |
|                |                | 邁克爾·斯塔爾            | 進步保守黨                        | 1967年9月9日   | 1967年11月5日      |      | 萊斯特·皮爾遜     |
|                |                | 羅伯特·斯坦菲爾德        | 進步保守黨                        | 1967年11月6日  | 1976年2月21日      |      | 萊斯特·皮爾遜     |
|                | 皮耶·杜魯道    | 羅伯特·斯坦菲爾德        | 進步保守黨                        | 1967年11月6日  | 1976年2月21日      |      |                   |
|                |                | 喬·克拉克 第一次         | 進步保守黨                        | 1976年2月22日  | 1979年6月3日       |      |                   |
|                |                | 皮耶·杜魯多              | 自由黨                            | 1979年6月4日   | 1980年3月2日       |      | 喬·克拉克         |
|                |                | 喬·克拉克 第二次         | 進步保守黨                        | 1980年3月3日   | 1983年2月1日       |      | 皮耶·杜魯道       |
|                |                | 埃里克·尼爾森            | 進步保守黨                        | 1983年2月2日   | 1983年8月28日      |      | 皮耶·杜魯道       |
|                |                | 布賴恩·馬爾羅尼          | 進步保守黨                        | 1983年8月29日  | 1984年9月16日      |      | 皮耶·杜魯道       |
|                | 約翰·特納      | 布賴恩·馬爾羅尼          | 進步保守黨                        | 1983年8月29日  | 1984年9月16日      |      |                   |
|                |                | 約翰·特納                | 自由黨                            | 1984年9月17日  | 1990年2月7日       |      | 布賴恩·馬爾羅尼   |
|                |                | 赫布·格雷                | 自由黨                            | 1990年2月8日   | 1990年12月20日     |      | 布賴恩·馬爾羅尼   |
|                |                | 克里田                   | 自由黨                            | 1990年12月21日 | 1993年10月24日     |      | 布賴恩·馬爾羅尼   |
| 金·坎貝爾      |                | 克里田                   | 自由黨                            | 1990年12月21日 | 1993年10月24日     |      |                   |
|                |                | 呂西安·布沙爾            | 魁人政團                          | 1993年10月25日 | 1996年1月14日      |      | 克里田            |
|                |                | 吉爾·都賽佩 第一次       | 魁人政團                          | 1996年1月15日  | 1996年2月16日      |      | 克里田            |
|                |                | 邁克爾·高蒂爾            | 魁人政團                          | 1996年2月17日  | 1997年3月14日      |      | 克里田            |
|                |                | 吉爾·都賽佩 第二次       | 魁人政團                          | 1997年3月15日  | 1997年6月1日       |      | 克里田            |
|                |                | 普雷斯頓·曼寧            | 改革黨                            | 1997年6月2日   | 2000年3月26日      |      | 克里田            |
|                |                | 狄波拉·格雷              | 聯盟                              | 2000年3月27日  | 2000年9月10日      |      | 克里田            |
|                |                | 戴國衛                   | 聯盟                              | 2000年9月11日  | 2001年12月11日     |      | 克里田            |
|                |                | 約翰·雷諾士              | 聯盟                              | 2001年12月12日 | 2002年5月20日      |      | 克里田            |
|                |                | 哈珀 第一次              | 聯盟                              | 2002年5月21日  | 2004年1月8日       |      | 克里田            |
|                | 馬田           | 哈珀 第一次              | 聯盟                              | 2002年5月21日  | 2004年1月8日       |      |                   |
|                |                | 格蘭特·希爾              | 聯盟                              | 2004年1月9日   | 2004年2月1日       |      |                   |
|                | 保守黨         | 格蘭特·希爾              | 2004年2月2日                      | 2004年3月19日  |                    |      |                   |
|                | 保守黨         |                          | 哈珀 第二次                       | 2004年3月20日  | 2006年2月5日       |      |                   |
|                |                | 比爾·格雷厄姆            | 自由黨                            | 2006年2月6日   | 2006年12月1日      |      | 哈珀              |
|                |                | 狄安                     | 自由黨                            | 2006年12月2日  | 2008年12月9日      |      | 哈珀              |
|                |                | 葉禮庭                   | 自由黨                            | 2008年12月10日 | 2011年5月1日       |      | 哈珀              |
|                |                | 林頓                     | 新民主黨                          | 2011年5月2日   | 2011年8月22日      |      | 哈珀              |
|                |                | 妮科爾·特梅爾            | 新民主黨                          | 2011年8月23日  | 2012年3月23日      |      | 哈珀              |
|                |                | 唐民凱                   | 新民主黨                          | 2012年3月24日  | 2015年11月4日      |      | 哈珀              |
|                |                | 安布絲                   | 保守黨                            | 2015年11月5日  | 2017年5月27日      |      | 杜魯多            |
|                |                | 熙爾 第一次              | 保守黨                            | 2017年5月27日  | 2020年8月24日      |      | 杜魯多            |
|                |                | 奧圖爾                   | 保守黨                            | 2020年8月24日  | 2022年2月2日       |      | 杜魯多            |
|                |                | 伯根                     | 保守黨                            | 2022年2月2日   | 2022年9月10日      |      | 杜魯多            |
|                |                | 博勵治 第一次            | 保守黨                            | 2022年9月10日  | 2025年4月28日      |      | 杜魯多            |
|                | 卡尼           | 博勵治 第一次            | 保守黨                            | 2022年9月10日  | 2025年4月28日      |      |                   |
|                | 空缺           | 空缺                     | 保守黨                            | 2025年4月28日  | 2025年5月6日       |      |                   |
|                | 熙爾 第二次    | 2025年5月6日             | 保守黨                            | 2025年8月18日  |                    |      |                   |
|                | 博勵治 第二次  | 2025年8月18日            | 保守黨                            | 至今           |                    |      |                   |